# Ersu
L'ersu (ou lüsu, duoxu, erhsu) est une langue tibéto-birmane parlée dans le centre-sud de la province du Sichuan, près de la rivière Dadu, dans le district de Ya'an, en Chine.

## Classification
L’ersu est une des langues na-qianguiques, un groupe rattaché aux langues tibéto-birmanes.

## Variétés
L’ersu a trois dialectes: l’ersu, le dialecte oriental, le duoxu, le dialecte central, et le lisu, le dialecte occidental.

## Écriture
Cette langue utilise un système pictographique dans lequel les couleurs sont utilisées pour indiquer des notes d'expressivité.